# حرب النجوم غالاكتيكا (مسلسل تلفزيوني 1978)
حرب النجوم غالاكتيكا هو مسلسل تلفزيوني خيال علمي أمريكي ، تم إنشاؤه بواسطة غلين ألبرت لارسون ، والذي بدأ امتياز حرب النجوم غالاكتيكا. قام ببطولته لورن غرين وريتشارد هاتش وديرك بنديكت ، وقد خاض الموسم 1978-1979 قبل إلغاؤه. بعد ذلك ، أحيت حملة للكتابة في المعرض باسم غالاكتيكا 1980 بعشر حلقات في عام 1980.

## روابط خارجية
- باتلستار غالاكتيكا على موقع IMDb (الإنجليزية)
- باتلستار غالاكتيكا على موقع ميتاكريتيك (الإنجليزية)
- باتلستار غالاكتيكا على موقع روتن توميتوز (الإنجليزية)
- باتلستار غالاكتيكا على موقع أول موفي (الإنجليزية)
- باتلستار غالاكتيكا على موقع كينوبويسك (الروسية)
- باتلستار غالاكتيكا على موقع ألو سيني (الفرنسية)
- باتلستار غالاكتيكا على موقع قاعدة بيانات الفيلم (الإنجليزية)
- Battlestar Galactica on NBC.com